# 南方娜波灰蝶
南方娜波灰蝶（學名：Nacaduba beroe），又名南方波紋小灰蝶、埔里社波紋小灰蝶、蓓波灰蝶、大黑波紋灰蝶。屬於灰蝶科，分布於南亞與東南亞地區。此物種最早由凱亞坦·費爾德男爵與魯道夫·費爾德於1865年描述。

## 描述
此蝶為中型灰蝶，具明顯雌雄二型性，前翅長13-16 mm。
雄蝶：
體背黑褐色，腹面灰白。頭部褐色有毛，頂端中央具白斑，複眼有白色輪緣並被毛。觸角黑褐色，具白環；口器褐色；下唇鬚前伸有毛，第三節細小呈白色棒狀，部分帶黑褐色。胸腹部背面黑褐，腹面淡灰。足為白色，具褐色條紋，前足跗節癒合，末端下彎尖銳。前翅呈三角形，外緣微突出；後翅呈葉狀，CuA2脈末端具細長尾突。翅背面深藍紫色；翅腹面淡褐，具中央與亞基部的白色條紋帶，中室末端有短白條，亞外緣有兩條白色細線，臀區及CuA1室各有黑斑與橙色紋。緣毛褐色。
雌蝶：
外型與雄蝶類似，但複眼毛少，前足跗節不癒合。翅背面紫色紋位於翅內側，外側常見模糊的白色弦月紋，後翅亞外緣亦具白色弦月紋。翅面較雄蝶淡，前翅外側有黑邊；翅腹面灰或淺褐色，中央與亞基部各有一組鑲白線的帶紋列，中室末端有短白條，亞外緣帶紋由暗色紋與白線組成。CuA1室與臀區具黑斑、橙色弦月紋及具金屬光澤的藍色眼狀紋。緣毛內白外褐。
總結：
此蝶種以雄蝶的藍紫光澤翅面與雌蝶翅面淡色、帶白弦月紋為主要識別特徵，後翅尾突明顯。

## 分佈
分布於印度東北部、喜馬拉雅、中南半島、巽他陸塊、菲律賓、華西南至華南及臺灣。臺灣主要見於本島中南部低海拔地區。

## 棲地
棲息於常綠闊葉林及常綠落葉混生林，一年多代，成蟲飛行活潑快速，喜訪花吸水，雄蝶具領域行為，全年皆可見成蝶活動。
幼蟲可能以殼斗科及大戟科植物為食，但尚無正式報告。

## 圖庫

生命週期
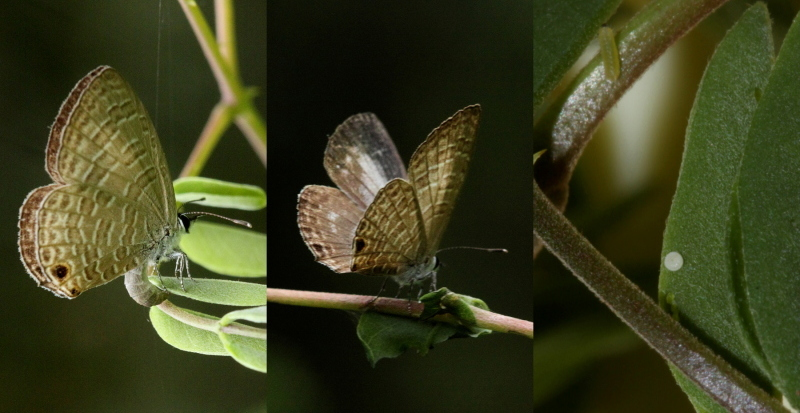
產卵
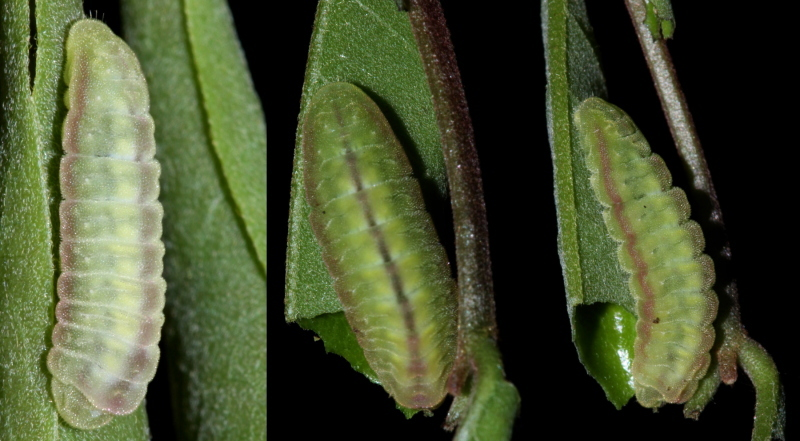
幼蟲
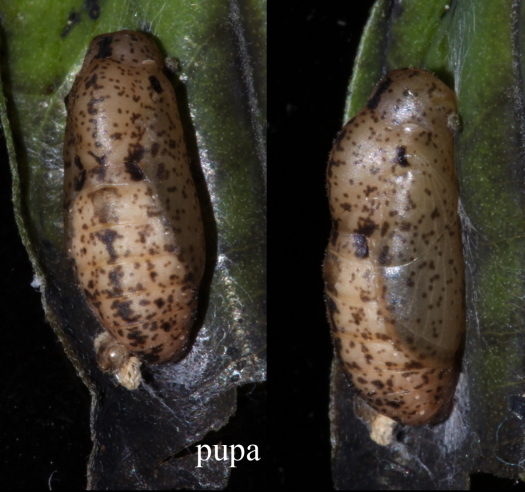
蛹
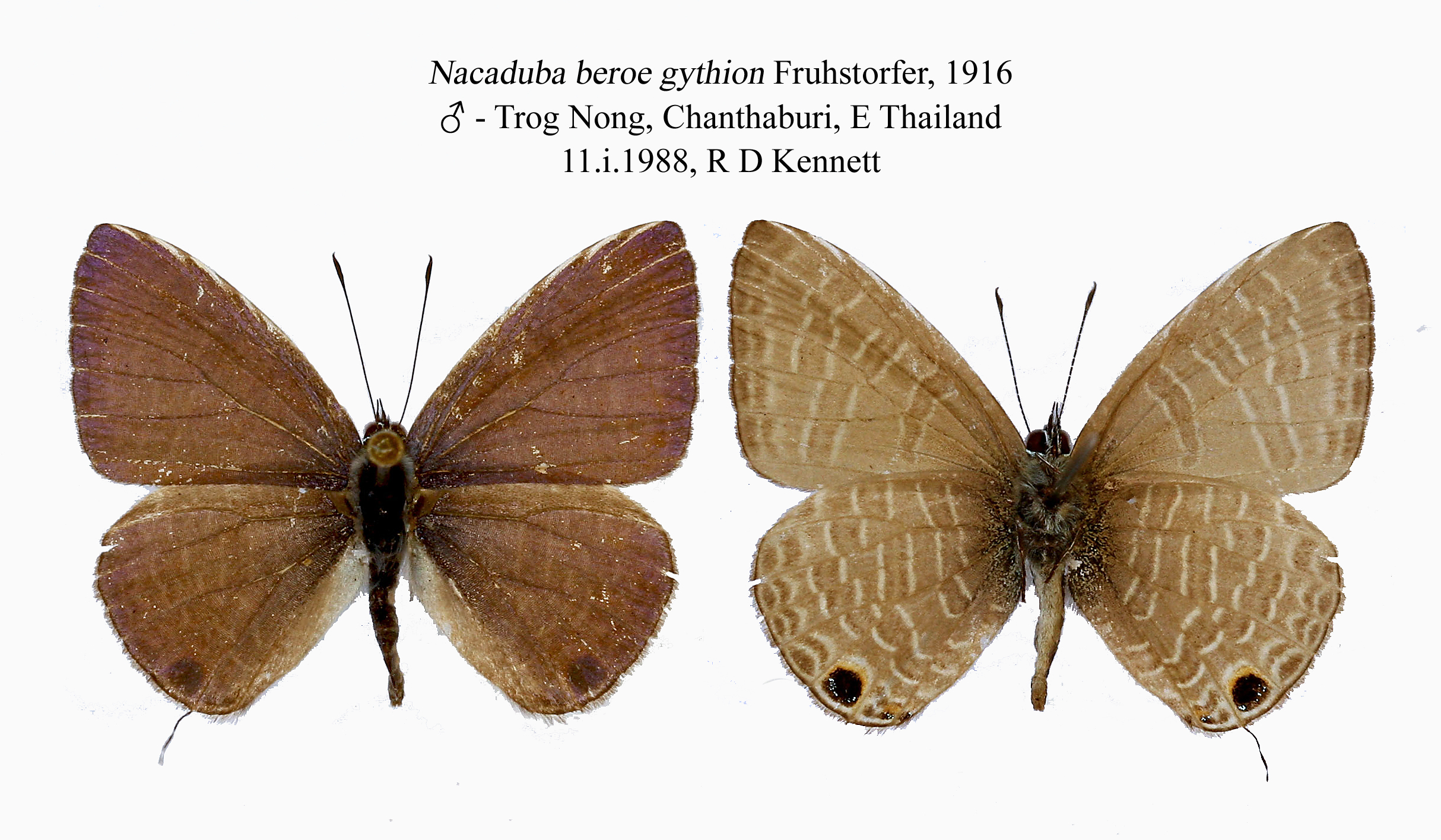
成蝶, 雄, 泰國東部